# 海青大楼
31°14′40″N 121°28′54″E / 31.24455°N 121.48166°E
海青大楼，又称海青会大楼，全称美国海军基督教青年会大楼（英語：／），后曾为上海青年会第二分会、四川路体育馆，是上海市优秀历史建筑之一，位于上海市四川中路630号。海青大楼建于1923年，由美国机构基督教青年会出资兴建，目标是服务航经上海的美国海军兵员，为他们提供娱乐和住宿。大楼在上海战役后改为上海青年会第二分会，1959年7月交由上海市房管局管理，最终成为锦江国际集团旗下的酒店。海青大楼为现代主义建筑，楼高六层，坐东朝西。

## 历史

### 筹备和兴建过程

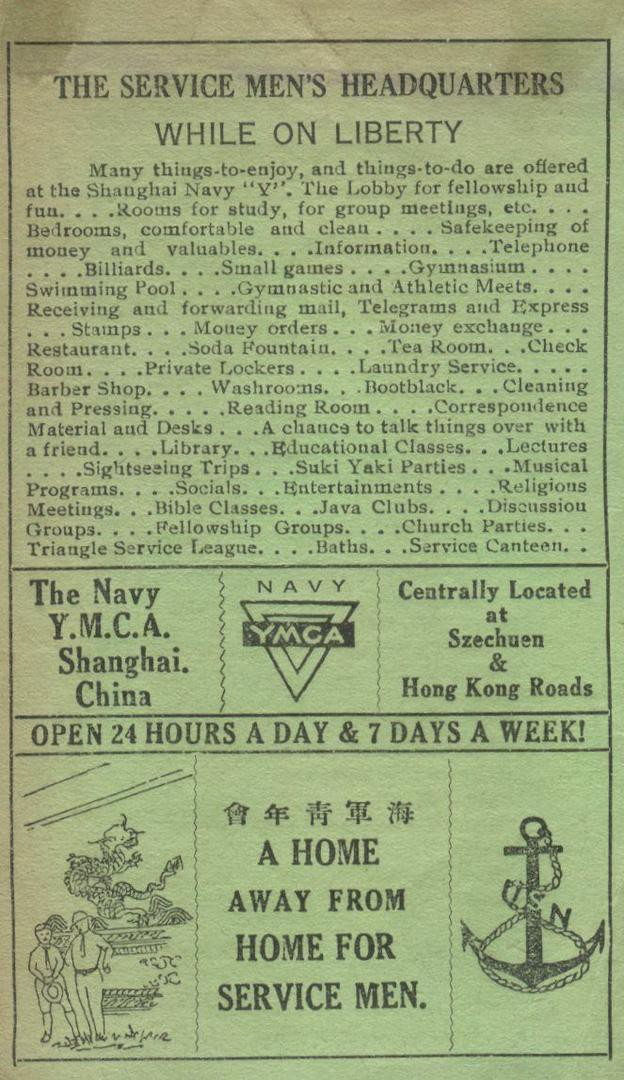
海青大楼宣传单张，内容为介绍大楼内的服务和设施

第一次世界大战期间，美国基督教青年会进行了三次筹款活动，共筹得款项1.6亿美元。这笔款项本来用作战时工作，不过战事完结后仍有所剩余。于是，基督教青年会属下的战争工作协会（National War Work Council）决定把余款用于兴建服务美国海军官兵的建筑物，其中有30万美元用于在上海建立此类建筑，成为海青大楼建立的资金来源。当时，上海港经常有美国军舰停泊，船上海军兵员的待遇极差，不受上级和平民尊重，因此经常私下狂欢、饮酒、嫖妓，但军方难以压制。建设海青大楼就是为了服务船上的水手，为他们提供丰富娱乐，让他们远离不良活动。
1910年代后期，基督教青年会国际委员会（International Committee）派员在海青大楼现址一带物色地皮，成功购得两块位于香港路和四川路交界的地皮（即现址），并在1920年7月注册地契（当时称为道契）。这两块地产本来已出租予另一个租户，不过租约已经到期，得以顺利易手。此前，基督教青年会已授权工作人员在物色到适当地皮后马上购买，以便海青大楼尽早落成。购得土地后，基督教青年会建筑部（YMCA Building Bureau）负责大楼设计，主事的建筑师为亚瑟·昆汀·亚当森（Arthur Quintin Adamson）。海青大楼项目可谓鲜为人知，并没有受到多大关注。
海青大楼的奠基仪式在1922年5月8日下午举行，共有逾150人出席，当中包括美国驻上海总领事埃德温·克宁翰（Edwin S. Cunningham）等。工作人员在工地里安放了一块内藏时间囊的奠基石，时间囊里面的物品除了大楼施工现状照片、奠基仪式程序文件以外，还包括美国海军法规文件、美国海军将领广播消息、海军青年会行政文书、一本《圣经》、一份海军水兵的遗嘱、一份母亲节信纸的抬头，这些物品突显了海青大楼与美国海军及水手的密切关联。此外，时间囊里面也有一些当时的上海报章和钱币，以反映建设海青大楼的时代。

### 落成启用后
海青大楼在1923年5月落成完工，并在同年10月开幕。开幕典礼举行于10月10日上午10时15分至中午12时，出席者包括美国官员、上海名流、青年会高层、普罗大众。近200名来自美国军舰的海军官兵也参加了典礼，一支海员特遣队负责升起美国国旗，美国亚洲舰队总司令小埃德溫·安德森和扬子江巡逻队后方司令威廉·伍德沃德·菲尔普斯（William Woodward Phelps）在典礼上致辞。美国总统卡尔文·柯立芝发来贺电，祝贺海青大楼开幕。
开幕后，海青大楼成功吸引大量水手到访，访客每天都络绎不绝，床铺很快就爆满，以至令人们抱怨大楼建得太小。大楼不仅招待美国海军兵员，还欢迎世界各国航经上海的水手来享用服务。例如单在1925年3月首十天，海青大楼便已经接待了1,221名意大利人、1,212名美国人、1,040名英国人、245名法国人，并为398个水手提供住宿（其中260人是英国海员）。除了海军官兵以外，上海市民也来享受海青大楼的服务，其中以用餐为主。虽然大楼由基督教青年会建立，但其性质倾向于综合娱乐建筑，大楼内没有很多政治或宗教相关的事物。
1927年3月，北伐战争期间，国民革命军正在进攻上海，上海市面一片混乱，不少由外国人建立的建筑物开放避难。海青大楼也不例外，大楼里的体育馆放置了大量临时床铺，让女性逃难民众借宿，男士则入住上层的宿舍房间。由于民众涌至避难，海青大楼里的餐厅生意繁忙。
1937年，日本开始全面侵华，美军军舰停泊上海港的次数日益减少，到访海青大楼的水兵数量也随之下降，导致大楼逐渐冷清起来。1941年，由于太平洋战争爆发，日本占领由美国人兴建的海青大楼。海青大楼在日本战败后回复往日的热闹。不过，在国共冲突不断的形势下，海青大楼又演变为军人宿舍，让陆军军人前来投宿。
到了1949年5月上海战役后，昔日管理海青大楼的美国海军青年会人员全部撤出上海，令大楼无人管理。于是，海青大楼由青年会全国协会和上海青年会接收，改称为上海青年会第二分会。为了好好利用大楼里完善的体育设施，上海青年会开办了球类、游泳、举重、拳击、武术等各项运动的训练班，并举行各种体育比赛，吸引了大量参加者，每年平均有逾12300人次报名参加训练班、逾11万观众入场观赏比赛。1959年7月，上海市房管局接手管理海青大楼，大楼里的体育设施被安排改由黄浦区青少年业余体育学校使用，底层临街的空间则用作商店用途。海青大楼作为体育学校的附属设施，称为四川路体育馆。另外，上海青年宫也在大楼内开设分部。
海青大楼后来改用作商务建筑，最终成为连锁旅馆企业锦江之星的一座酒店。2015年，海青大楼列入上海市优秀历史建筑。

## 建筑结构与特色

### 整体建筑设计
海青大楼占地873平方米，建筑面积为5,053平方米，楼高六层，坐东朝西。大楼最初的建设基地是由两块地皮合并而成，故呈英文字母“L”形状，地皮边界共有24.7米与四川路相接、57.9米与香港路相接。在建筑结构上，大楼为点式建筑，采用钢筋混凝土结构，大放脚下打桩，楼板为密肋空心板，地块深度为42.7米。在建筑风格上，海青大楼为严格的现代主义建筑，设计倾向于西式、美式。大楼备有消防系统与供暖系统。

### 内部设施
海青大楼的第一至四层都提供水手活动空间，而第三至六层均有提供床铺。各楼层的设施安排如下：
| 楼层 | 设施                                                 |
| ---- | ---------------------------------------------------- |
| 六   | 住宿空间                                             |
| 五   | 住宿空间                                             |
| 四   | 住宿空间                                             |
| 三   | 住宿空间、餐厅、梳打水供应处、会议室                 |
| 二   | 服务台、大堂、阅览室、体育馆、台球室、小卖部、棋艺角 |
| 一   | 出租空间、储藏室、游泳池、拳击训练房、理发室、桥牌室 |

#### 一楼
海青大楼的入口位于一楼沿四川路的位置，直接通往电梯门，两者之间有一个小而局促的进厅。这个入口只能通往电梯，与一楼的其他设施并不相连。一楼除了入口以外的其余临街空间都用作商铺，供青年会出租，为该会的重要收入来源。
一楼内部的空间（非临街部分）设有室内游泳池和其他活动设施。游泳池室的墙壁与地面都是绿白相间的马赛克铺贴，与泳池内壁一样。池子长18.3米，宽6.1米，深度一说为1.2米至2.6米、一说为1.47米至3.35米，可容纳189,000公升的池水。游泳池室长年提供暖气，池水则是到了冬天才会进行蒸汽加热。为了确保泳池水质洁净，大楼里安装了一台大型循环水过滤器，以滤走池水里的杂质。游泳池旁边有几个沐浴间和洗手间，里面设有铁制更衣箱。
游泳池附近建有储藏室、理发室、桥牌室，此外还有一间提供摔跤垫和拳击沙包的的拳击训练房。

#### 二楼
二楼入口处设有服务台。大厅位于服务台后方，装潢豪华宽敞，挂起了海军蓝色的窗帘。厅内设有长椅、阅读桌、写字台等家具，这些家具都用硬木制成，再包上颜色与墙壁搭配的皮革。此外，大厅还放置了钢琴和留声机各一台，因此可能曾多次用作音乐表演的场地。
大厅附近设有阅览室、小卖部、桌球室。阅览室提供最新的报章杂志，让水兵进来阅读。小卖部售卖糖果零食、卫生用品和其他水兵需要的杂货。桌球室里有四张桌球桌，其中三张为美式、一张为英式，采用当时最先进的照明系统和计分系统。旁边有一个用来下象棋的小角落。
除此以外，二楼还设有装备精良的大型体育馆（又叫健身房），水兵可以在此进行篮球、排球等各种体育运动，是大楼里最为活跃的部分之一。体育馆还可以在稍微改动后转变成一个容纳450人的剧场，从而用作举行各项文艺或社交活动，例如电影放映、音乐演奏、节日派对、联谊活动、讲座等。体育馆侧面有一道单跑楼梯，通往一楼的游泳池。

#### 餐饮和会议设施
- 在梳打水供应处买饮品的收据
- 美国海军人员到餐厅买早餐的收据

三楼设有餐厅和梳打水供应处。餐厅不单服务水手，也对全体上海市民开放，可同时招待75人。这里供应的餐点是在专家指导下准备的，而且价格适中，因此吸引不少人前来用餐，午餐尤其受上海商人欢迎。餐厅里面有一幅橡木墙面板，挂满了海军青年会提供的照片，包括风景照、水兵聚会照片等，吸引水兵们站在面板前一直观赏。梳打水供应处提供饮品外卖，可同时招待50人。
大楼里还有另一个餐厅，这个餐厅较具私密性，不如上述的餐厅这般繁忙，用作私人组织聚会。大楼还有一个供私人组织使用的会议室。由于文献记述不详，学者认为这两处设施可能是位于三楼或四楼，未有定论。

#### 住宿空间
海青大楼的三至六楼都设有住宿空间，三至五楼供水手投宿，六楼供长期居住者使用。住宿空间集中在临街位置，构成面向路口的“V”字形。每层平均有30个房间，并设有全楼层共用的卫生间、沐浴间。房间制式、面积和价格各异，有单人间、二至四人房、大通铺房间（多人共用一张大床铺）等，其中以大统铺房间的租金最为廉宜。一个房间的面积通常介乎7.8至11.1平方米，开间（两面墙体之间的距离）介乎2.18至3.05米，最大的房间占地14.8平方米。

### 引用
1. 1 2  Chinese National Welfare Society in America 1919，第289頁.
2. 1 2 3 4 5  钱宗灏 & 林维航（2004年），第636页
3. 1 2 3  王方（2011年），第107页
4. 1 2 3 4  钱宗灏 & 林维航（2004年），第638页
5. 1 2 3  Methodist Episcopal Church 1914，第xii頁.
6. ↑  Bureau of Medicine and Surgery 1925，第439頁.
7. ↑  Todnem & Todnem 1974，第39頁.
8. ↑  Denison 2017，第110頁.
9. ↑  王方（2011年），第107至108页
10. ↑  王方（2011年），第111页
11. ↑  钱宗灏 & 林维航（2004年），第637至638页
12. ↑  Service 1991，第306頁.
13. ↑  Rittenberg & Bennett 2001，第37頁.
14. ↑  上海人民出版社（1990年），第187页
15. ↑  周太彤，胡炜 & 范洪涛1996，第1304页
16. ↑  王荣华（2007年），第737页
17. ↑  上海市旅游局
18. ↑  上海市规划和国土资源管理局（2015年）
19. ↑  王方（2011年），第108、231页
20. ↑  上海社会科学院出版社（1989年），第94页
21. ↑  钱宗灏 & 林维航（2004年），第636至637页
22. ↑  王方（2011年），第108至110页
23. ↑  王方（2011年），第108页
24. 1 2 3 4  钱宗灏 & 林维航（2004年），第637页
25. 1 2 3 4  王方（2011年），第109页
26. ↑  王方（2011年），第109至110页
27. 1 2  王方（2011年），第110页